# Treynor (Iowa)
Treynor ist eine Kleinstadt (mit dem Status „City“) im Pottawattamie County im US-amerikanischen Bundesstaat Iowa. Im Jahr 2010 hatte Treynor 919 Einwohner, deren Zahl sich bis 2014 auf 940 erhöhte. Das U.S. Census Bureau hat bei der Volkszählung 2020 eine Einwohnerzahl von 1.032 ermittelt.
Treynor ist Bestandteil der beiderseits des Missouri in den Bundesstaaten Iowa und Nebraska gelegenen Metropolregion Omaha-Council Bluffs.

## Geografie
Treynor liegt im Westen Iowas am Ostufer des Middle Silver Creek, der über den Little Silver Creek, den Silver Creek, den Nishnabotna River und den Missouri zum Stromgebiet des Mississippi gehört.
Die geografischen Koordinaten von Treynor sind 41°13′57″ nördlicher Breite und 95°36′47″ westlicher Länge. Das Stadtgebiet erstreckt sich über eine Fläche von 1,5 km² und verteilt sich über die Silver Creek und die Keg Creek Township.
Das Stadtzentrum von Council Bluffs liegt 25 km westlich von Treynor. Weitere Nachbarorte sind Bentley (20 km nördlich), Oakland (26,4 km ostnordöstlich), Carson (16,7 km östlich), Macedonia (20 km ostsüdöstlich), Henderson (25,5 km südöstlich), Silver City (14,8 km südlich), Mineola (16,3 km südwestlich), McClelland (17,4 km nordwestlich) und Underwood (24,4 km nordnordwestlich).
Die nächstgelegenen größeren Städte sind Sioux City (182 km nordwestlich), Iowas Hauptstadt Des Moines (200 km ostnordöstlich), Nebraskas größte Stadt Omaha (37 km westlich) und Nebraskas Hauptstadt Lincoln (117 km westsüdwestlich).

## Verkehr
Durch Treynor verläuft in Ost-West-Richtung der Iowa Highway 92. Alle weiteren Straßen sind untergeordnete Landstraßen, teils unbefestigte Fahrwege sowie innerörtliche Verbindungsstraßen.
Mit dem Council Bluffs Municipal Airport befindet sich 20 km westlich ein kleiner Flugplatz für die Allgemeine Luftfahrt und den Lufttaxiverkehr. Die nächsten Verkehrsflughäfen sind das Eppley Airfield in Omaha (37 km westnordwestlich) und der Des Moines International Airport (207 km ostnordöstlich).

## Geschichte
Der Ort wurde in den 1880er Jahren gegründet und hatte zunächst den Namen Four Corners. Im Jahr 1893 wurde eine Poststation eingerichtet und gleichzeitig der Ort nach dem Postmeister in Treynor umbenannt. Im Jahr 1904 erfolgte der Beschluss zur Erhebung Treynors als selbständige Kommune, der zu Beginn des Jahres 1905 rechtskräftig wurde. Von 1910 bis 1920 erfolgte die Elektrifizierung der Stadt.

## Bevölkerung
Nach der Volkszählung im Jahr 2010 lebten in Treynor 919 Menschen in 363 Haushalten. Die Bevölkerungsdichte betrug 612,7 Einwohner pro Quadratkilometer. In den 363 Haushalten lebten statistisch je 2,53 Personen.
Ethnisch betrachtet bestand die Bevölkerung mit einer Ausnahme nur aus Weißen.
26,4 Prozent der Bevölkerung waren unter 18 Jahre alt, 58,3 Prozent waren zwischen 18 und 64 und 15,3 Prozent waren 65 Jahre oder älter. 51,4 Prozent der Bevölkerung waren weiblich.
Im Jahr 2014 lag das mittlere jährliche Einkommen eines Haushalts bei 66.420 USD. Das Pro-Kopf-Einkommen betrug 30.440 USD. 2 Prozent der Einwohner lebten unterhalb der Armutsgrenze.